# Whitewright (Texas)
Whitewright es un pueblo ubicado en el condado de Grayson en el estado estadounidense de Texas. En el Censo de 2020 tenía una población de 1725 habitantes y una densidad poblacional de 359,38 personas por km².

## Geografía
Whitewright se encuentra ubicado en las coordenadas 33°30′40″N 96°23′42″O / 33.51111, -96.39500. Según la Oficina del Censo de los Estados Unidos, Whitewright tiene una superficie total de 4.8 km², de la cual 4.79 km² corresponden a tierra firme y (0.22%) 0.01 km² es agua.

## Demografía
Según el censo de 2020, había 1725 personas residiendo en Whitewright. La densidad de población era de 359,38 hab./km². De los 1725 habitantes, Whitewright estaba compuesto por el 79.42% blancos, el 8.00% eran afroamericanos, el 9.86% eran amerindios, el 0.29% eran asiáticos, el 0% eran isleños del Pacífico, el 2.96% eran de otras razas y el 8.35% pertenecían a dos o más razas. Del total de la población el 9.51% eran hispanos o latinos de cualquier raza.